# Eriococcus matai
Eriococcus matai är en insektsart som beskrevs av James Mather Hoy 1962. Eriococcus matai ingår i släktet Eriococcus och familjen filtsköldlöss. Inga underarter finns listade i Catalogue of Life.